# Гильон, Элоди
Элоди Гильон (фр. Elodie Guiglion, родилась 28 января 1990 в Йере) — французская регбистка, играющая в регби-15 на позиции винга (крыльевой) и регби-7 (на позиции столба или отыгрывающей). Выступает за клуб «Перпиньян». Известна по выступлениям в составе женских сборных Франции по регби-15 и по регби-7.

## Биография
Уроженка Йера, начинала играть в регби-15 на позиции крыльевой. Дебютировала в этом возрасте в 7 лет, в 15 лет попала в женскую регбийную команду.
В женской сборной Франции дебютировала 3 ноября 2012 года матчем против Англии. На Кубке шести наций 2013 года 23 февраля занесла попытку на «Туикенеме» в зачётную зону англичанок (победа Франции 30:20), а на Кубке мира занесла две попытки в матче за 3-е место против Ирландии, принеся команде бронзовые медали.
В составе сборной по регби-7 играла с 2010 года на позиции нападающей (столб, отыгрывающая). Выступала на летних Олимпийских играх 2016 года, сыграв 6 матчей и занеся попытку (5 очков). Выступала также в Мировой серии, по окончании сезона 2016/2017 завершила карьеру в сборной по регби-7.
В 2017 году попала в заявку сборной по регби-15 на чемпионат мира в Ирландии.